# Rupes Boris
La Rupes Boris è una struttura geologica della superficie della Luna, che prende il nome dal vicino cratere Boris . Si tratta di una breve faglia o dorsale sulla superficie lunare che si trova nel quadrante nord-occidentale del lato vicino della Luna, all'interno del Mare Imbrium. Il nome Rupes Boris è stato adottato nel 1985 dall'Unione Astronomica Internazionale.